# Ángel Rivademar
Ángel Cristian Rivademar Outeda (El Grove, 10 de diciembre de 1989) es un deportista español que compitió en piragüismo en la modalidad de maratón. Ganó tres medallas en el Campeonato Mundial de Piragüismo en Maratón entre los años 2008 y 2010, y una medalla en el Campeonato Europeo de Piragüismo en Maratón de 2009.

## Palmarés internacional
| Campeonato Mundial | Campeonato Mundial                | Campeonato Mundial | Campeonato Mundial |
| Año                | Lugar                             | Medalla            | Evento             |
| ------------------ | --------------------------------- | ------------------ | ------------------ |
| 2008               | Týn nad Vltavou (República Checa) | Medalla de bronce  | C2                 |
| 2009               | Vila Nova de Gaia (Portugal)      | Medalla de plata   | C2                 |
| 2010               | Bañolas (España)                  | Medalla de plata   | C2                 |
| Campeonato Europeo |                                   |                    |                    |
| Año                | Lugar                             | Medalla            | Evento             |
| 2009               | Ostróda (Polonia)                 | Medalla de plata   | C2                 |